# Eimear O’Kane
Eimear O’Kane ist eine irische Filmproduzentin, die bei der Oscarverleihung 2012 für die Produktion von Pentecost zusammen mit dem Regisseur Peter McDonald für den Oscar in der Kategorie Bester Kurzfilm nominiert war. O’Kane begann ihre Karriere als Produktionskoordinatorin und Buchhaltungsassistentin und gründete 2007 die Filmproduktionsfirma EMU Productions, mit der sie 2008 ihren ersten eigenen Film Satellites & Meteorites produzierte.

## Filmografie
- 2006: Hide & Seek (Fernsehserie)
- 2007: Kings
- 2007: Sherlock Holmes and the Baker Street Irregulars (Fernsehfilm)
- 2007: Geliebte Jane (Becoming Jane)
- 2007: Trouble in Paradise (Fernsehserie)
- 2008: Satellites & Meteorites
- 2008: Up for Air (Kurzfilm)
- 2008: Team Sleep/Foireann Codladh (Kurzfilm)
- 2009: Corduroy (Kurzfilm)
- 2009: Cracks
- 2009: Savage
- 2009: One Hundred Mornings
- 2009–2011: Fran (Fernsehserie)
- 2011: The Looking Glass
- 2011: Pentecost (Kurzfilm)
- 2012: Earthbound
- 2012: Silence
- 2014: The Shadows